# Compsobata dentigera
Compsobata dentigera är en tvåvingeart som först beskrevs av Friedrich Hermann Loew 1854.  Compsobata dentigera ingår i släktet Compsobata och familjen skridflugor. Inga underarter finns listade i Catalogue of Life.